# Neobisium robustum
Espèce
Synonymes
- Obisium robustum Nonidez, 1925
- Neobisium escalerai Beier, 1931

Neobisium robustum est une espèce de pseudoscorpions de la famille des Neobisiidae.

## Distribution
Cette espèce est endémique du Pays basque en Espagne. Elle se rencontre à Zegama dans les grottes Cueva de San Adrián, Cueva de Parchancovia et Cueva de Aitzikirri.

## Description
Le mâle holotype mesure 5,40 mm.

## Liste des sous-espèces
Selon Pseudoscorpions of the World (version 3.0) :
- Neobisium robustum escalerai Beier, 1931
- Neobisium robustum robustum (Nonidez, 1925)

## Systématique et taxinomie
Cette espèce a été décrite sous le protonyme Obisium robustum par Nonidez en 1925. Elle est placée dans le genre Neobisium par Beier en 1932.
La sous-espèce a été décrite sous le protonyme Neobisium escalerai par Beier en 1931. Elle est considérée comme sous-espèce de Neobisium robustum par Beier en 1963.

## Publications originales
- Nonidez, 1925 : Los Obisium españoles del subgénero Blothrus (Pseudosc. Obisidae) con descripción de nuevas especies. Eos, vol. 1, p. 43-83 (texte intégral).
- Beier, 1931 : Zur Kenntnis der troglobionten Neobisien (Pseudoscorp.). Eos, vol. 7, p. 9-23 (texte intégral).